# Matúškovo
Matúškovo (em húngaro: Taksonyfalva) é um município da Eslováquia, situado no distrito de Galanta, na região de Trnava. Tem 11,95 km² de área e sua população em 2018 foi estimada em 2.264 habitantes.

## Demografia
| Ano:        | 1994 | 2004   | 2014   | 2024   |
| ----------- | ---- | ------ | ------ | ------ |
| Broj ljudi: | 1786 | 1938   | 2114   | 2248   |
| Razlika:    |      | +8,51% | +9,08% | +6,33% |

| Ano:               | 2023 | 2024   |
| ------------------ | ---- | ------ |
| Número de pessoas: | 2254 | 2248   |
| Diferença:         |      | -0,26% |